# Neostigmin
Neostigmin ist eine organische Verbindung, die das Enzym Acetylcholinesterase hemmt. Dieses Enzym spaltet sowohl an verschiedenen cholinergen Synapsen (muskarinische, nikotinische) als auch neuromuskulären Endplatten den chemischen Transmitter Acetylcholin. Somit wird dieser nach Ausschüttung in den synaptischen Spalt inaktiviert und seine Wirkung begrenzt. Wenn das Enzym durch Stoffe wie Neostigmin gehemmt wird, steigt die Konzentration von Acetylcholin im synaptischen Spalt schnell an. Dadurch wird z. B. der Parasympathikus stimuliert und an Skelettmuskeln eine Tonuserhöhung hervorgerufen. In ähnlicher Weise wirken Physostigmin, das Insektizid E605 oder einige chemische Kampfstoffe (z. B. Soman).

## Anwendung
Neostigmin wird bei Vergiftungen mit kompetitiven Acetylcholinrezeptor-Antagonisten (z. B. Curare) angewendet. Es findet auch bei der Antagonisierung von nicht-depolarisierenden Muskelrelaxantien Verwendung, beispielsweise bei der Ausleitung von Narkosen. Zur Vermeidung von nicht erwünschten (Neben-)Wirkungen, die durch muskarinische Acetylcholinrezeptoren vermittelt werden und die zu einer Steigerung des Parasympathikotonus (Bradykardie, Bronchokonstriktion etc.) führen, wird zusätzlich Atropin verabreicht, das muskarinische Acetylcholinrezeptoren blockiert, jedoch die nikotinischen Acetylcholinrezeptoren (an der motorischen Endplatte) nicht besetzt.
Bei Myasthenie kann Neostigmin verwendet werden, um der Muskelschwäche entgegenzuwirken.
Bei Vorliegen eines isoliert paralytischen Ileus kann mit Neostigmin versucht werden, die Motilität und Peristaltik des Darmes wieder anzuregen.
In Kombination mit Pilocarpin wird Neostigminbromid in Augentropfen zur Behandlung des Glaukoms verwendet.

## Pharmakokinetik
Als quartäre Ammoniumverbindung wird Neostigmin nur schlecht aus dem Magen-Darm-Trakt resorbiert und überwindet – im Gegensatz zum tertiären Amin Physostigmin – nicht die Blut-Hirn-Schranke, ist also nicht ZNS-gängig.

## Pharmazeutische Angaben
Neostigmin wird intravenös verabreicht. Arzneilich verwendet werden die gut wasserlöslichen Salze Neostigminbromid und Neostigminmetilsulfat.

## Handelsnamen
Monopräparate
Prostigmin (CH) sowie Generika (D), Normastigmin (A)